# Quintela de Azurara
Quintela de Azurara ist eine Gemeinde (Freguesia) im portugiesischen Kreis Mangualde. In ihr leben 506 Einwohner (Stand 19. April 2021).